# Joseph Laczynski
Józef Benedykt Łączyński, né le 21 mars 1779 en Pologne, mort le 7 août 1820, est un général polonais de l’Empire, frère de Maria Walewska.

## États de service
Sous lieutenant dans l'armée polonaise en 1792, il devient lieutenant en 1794, et en 1797, il passe dans l'infanterie des légions polonaises en Italie. Capitaine en 1798, il sert en Italie jusqu'en 1801. Il reçoit son brevet de chef de bataillon dans l'armée polonaise en novembre 1806, et il sert à la Grande Armée en 1806 et 1807. Major le 5 février 1807, adjudant-commandant attaché à l'état-major de Berthier le 6 mars 1807, il est nommé colonel du 3e régiment de cavalerie du grand duché de Varsovie le 1er septembre 1807.
Le 23 novembre 1809, il sert dans la 5e brigade de la 1er division, et il prend part à la campagne de Pologne de 1809. Il est promu général de brigade et il est admis à la retraite le 27 février 1812. Commandant de la ville de Kalisz en 1812, il l'évacue le 13 février 1813. Attaché à l'état-major du prince Eugène à la Grande Armée, il est contusionné à la bataille de Lützen le 2 mai 1813. Il est fait officier de la Légion d’honneur le 11 mai 1813, et le 16 août suivant il devient commandant supérieur du dépôt des troupes polonaises à Düsseldorf. Vice président du conseil d'administration des troupes polonaises au service de la France à Sedan en novembre 1813, il commande la 3e brigade de la division de gardes nationales du général Pacthod au 7e corps de la Grande Armée le 13 février 1814.
Admis au service de la France avec le grade de général de brigade le 26 février 1814, il est blessé et fait prisonnier à la bataille de Fère-Champenoise le 25 mars 1814. Il démissionne du service français le 4 mai 1814.

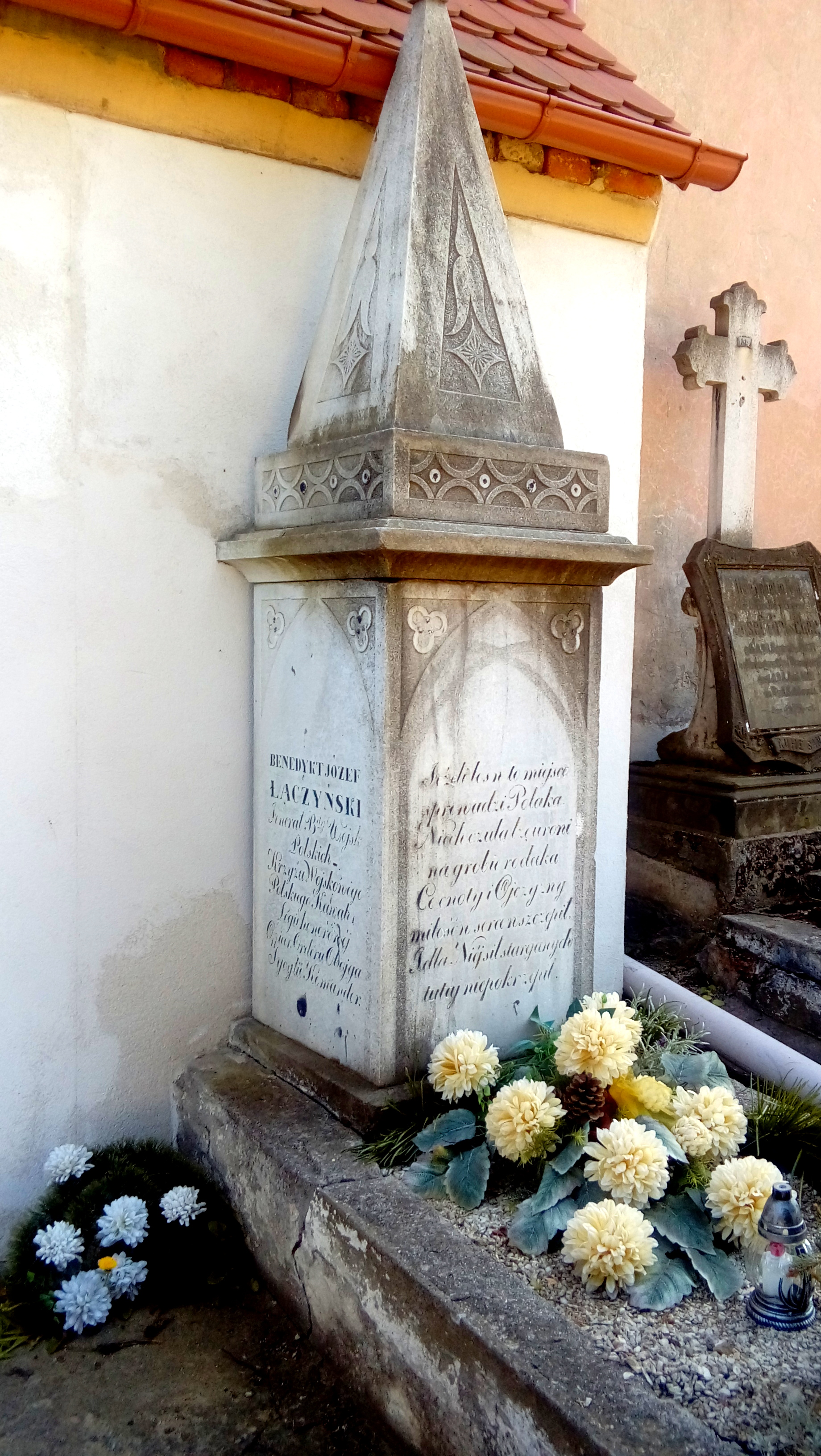
Wałbrzych, Basse-Silésie - La tombe du général

## Sources
- (en) « Generals Who Served in the French Army during the Period 1789 - 1814: Eberle to Exelmans »
- Thierry Pouliquen, « Les généraux français et étrangers ayant servis [sic] dans la Grande Armée » (consulté le 21 février 2014)
- Georges Six, Dictionnaire biographique des généraux & amiraux français de la Révolution et de l'Empire (1792-1814), Paris : Librairie G. Saffroy, 1934, 2 vol., p. 26